# Jean Ollé-Laprune
Pour les articles homonymes, voir Ollé (homonymie).
Diplômé d'HEC (promotion1981), Jean Ollé-Laprune est un historien du cinéma français né le 29 mai 1959. Il a fondé les chaînes de télévision Ciné+ Premier et Ciné Classics sur le bouquet de télévision par satellite Canalsat. Il a lancé en 2008 la plateforme de SVOD FilmoTV consacrée au cinéma. 

## Télévision
Sur Ciné Classics, il a présenté plusieurs centaines de films et a fait partie pendant plus de dix ans des chroniqueurs de l'émission hebdomadaire Le Club. Il présente des "préfaces cinéma" sur Arte. Il est co-auteur avec Laurent Heynemann de la série Ciné-Kino sur Arte. 

## Filmographie
- Drôle de drame (édition collector aux éditions Montparnasse, 2006, (ASIN B000HKD6CW) : Jean Ollé-Laprune en a conçu les bonus (documentaires, entretiens et livret d’accompagnement)
- Voyage à travers le cinéma français, de Bertrand Tavernier : conseiller éditorial.